# Stronger (canción de Sugababes)
«Stronger» es una canción del grupo británico Sugababes, lanzado en noviembre de 2002 como parte de su segundo álbum de estudio Angels with Dirty Faces (2002.
Llegó a la séptima posición de la lista inglesa de sencillos y vendió aproximadamente 115 000 copias en el Reino Unido. "Stronger" tiene un sonido chill-out y "Angels With Dirty Faces" es una canción pop que hizo de banda sonora de la película Las Supernenas. Las ventas mundiales del sencillo alcanzaron las 2 300 000 copias.

## Lista de canciones
1. «Stronger» (New Single Version)
2. «Angels with Dirty Faces» (Audio Drive Remix)
3. «Stronger» (Almighty Club Mix)
4. «Stronger» (Vídeo)

## Posicionamiento en listas
| Lista (2002–2003)                                                     | Máxima posición |
| --------------------------------------------------------------------- | --------------- |
| Alemania (Offizielle Deutsche Charts)                                 | 38              |
| Australia (ARIA) con "Angels with Dirty Faces"                        | 34              |
| Austria (Ö3 Austria Top 40)                                           | 41              |
| Bélgica (Flandes) (Ultratop 50)                                       | 20              |
| Bélgica (Valonia) (Ultratip Bubbling Under)                           | 5               |
| República Checa (IFPI)                                                | 9               |
| Dinamarca (Tracklisten)                                               | 11              |
| Escocia (Scottish Singles Sales Chart) with "Angels with Dirty Faces" | 8               |
| Europa (Eurochart Hot 100)                                            | 28              |
| Hungría (Rádiós Top 40)                                               | 34              |
| Irlanda (IRMA)                                                        | 13              |
| Nueva Zelanda (Recorded Music NZ) con "Angels with Dirty Faces"       | 24              |
| Noruega (VG-lista)                                                    | 6               |
| Países Bajos (Dutch Top 40)                                           | 5               |
| Países Bajos (Mega Single Top 100)                                    | 9               |
| Polonia (Polish Airplay Charts)                                       | 5               |
| Rumania (Romanian Top 100)                                            | 21              |
| Reino Unido (UK Singles Chart) con "Angels with Dirty Faces"          | 7               |
| Suecia (Sverigetopplistan)                                            | 23              |
| Suiza (Schweizer Hitparade)                                           | 23              |